# Condé-sur-Noireau
Condé-sur-Noireau è un ex comune francese di 5 735 abitanti situato nel dipartimento del Calvados nella regione della Normandia. Dal 1º gennaio 2017 è stato accorpato ai comuni di La Chapelle-Engerbold, Lénault, Proussy, Saint-Germain-du-Crioult e Saint-Pierre-la-Vieille per formare il comune di Condé-en-Normandie, del quale costituisce comune delegato.
Appartenente alla regione cosiddetta Svizzera normanna è attraversato dalle acque della Druance, nella quale confluisce il fiume Noireau.

## Società

### Evoluzione demografica
Abitanti censiti